# Удмуртская митрополия
Удму́ртская митропо́лия (удм. Удмуртиысь митрополия) — митрополия Русской православной церкви, образованная на территории Удмуртии. Включает в себя Ижевскую, Глазовскую и Сарапульскую епархии.
Митрополия образована решением Священного Синода Русской православной церкви от 26 декабря 2013 года. Главой митрополии назначен правящий архиерей Ижевской епархии.

## Состав митрополии

### Ижевская епархия
Территория: Городские округа Ижевск и Воткинск; Вавожский, Воткинский, Завьяловский, Кизнерский, Увинский, Якшур-Бодьинский районы Удмуртии.
Правящий архиерей: епископ Ижевский и Удмуртский Викторин (Костенков).

### Глазовская епархия
Объединяет приходы на территории Балезинского, Глазовского, Дебесского, Игринского, Кезского, Красногорского, Селтинского, Сюмсинского, Шарканского, Юкаменского, Ярского районов Республики Удмуртия.
Правящий архиерей: епископ Глазовский и Игринский Виктор (Сергеев).

### Сарапульская епархия
Объединяет приходы на территории Алнашского, Граховского, Камбарского, Каракулинского, Киясовского, Малопургинского, Можгинского, Сарапульского районов Республики Удмуртия.
Правящий архиерей: епископ Сарапульский и Можгинский Павел (Белокрылов).